# Quatrième circonscription du Val-de-Marne
La quatrième circonscription du Val-de-Marne est l'une des 11 circonscriptions législatives françaises que compte le département du Val-de-Marne (94) situé en région Île-de-France.

## Description géographique et démographique

### De 1967 à 1986
Ancienne Quarante-neuvième circonscription de la Seine.

### Depuis 1988
La quatrième circonscription du Val-de-Marne est délimitée par le découpage électoral de la loi no 86-1197 du 24 novembre 1986
, elle regroupe les divisions administratives suivantes : 
- Canton de Chennevières-sur-Marne
- Canton d'Ormesson-sur-Marne
- Canton de Sucy-en-Brie
- Canton de Villiers-sur-Marne

D'après le recensement général de la population en 1999, réalisé par l'Institut national de la statistique et des études économiques (INSEE), la population totale de cette circonscription est estimée à 110541 habitants,.

## Historique des députations
| Législature | Début de mandat | Fin de mandat  | Député                 | Parti politique | Observations                                                                           |
| ----------- | --------------- | -------------- | ---------------------- | --------------- | -------------------------------------------------------------------------------------- |
| IXe         | 23 juin 1988    | 1er avril 1993 | Jean-Jacques Jégou     | UDF             |                                                                                        |
| Xe          | 2 avril 1993    | 21 avril 1997  | Jean-Jacques Jégou,    | UDF,            | Mandat écourté à la suite d'une dissolution parlementaire décidée par Jacques Chirac.  |
| XIe         | 12 juin 1997    | 18 juin 2002   | Jean-Jacques Jégou     | UDF             |                                                                                        |
| XIIe        | 19 juin 2002    | 19 juin 2007   | Jacques-Alain Bénisti, | UMP,            |                                                                                        |
| XIIIe       | 20 juin 2007    | 19 juin 2012   | Jacques-Alain Bénisti  | UMP             |                                                                                        |
| XIVe        | 20 juin 2012    | 20 juin 2017   | Jacques-Alain Bénisti  | UMP / LR        |                                                                                        |
| XVe         | 21 juin 2017    | 21 juin 2022   | Maud Petit             | MoDem           |                                                                                        |
| XVIe        | 22 juin 2022    | 9 juin 2024    | Maud Petit             | MoDem           | Mandat écourté à la suite d'une dissolution parlementaire décidée par Emmanuel Macron. |

## Historique des élections

### Élections de 1967
| Candidat           | Candidat             | Parti          | Premier tour | Premier tour | Second tour | Second tour |  |
| Candidat           | Candidat             | Parti          | Voix         | %            | Voix        | %           |  |
| ------------------ | -------------------- | -------------- | ------------ | ------------ | ----------- | ----------- |  |
|                    | Alain Griotteray élu | RI             | 23 154       | 40,83        | 27 866      | 51,03       |  |
|                    | Roland Foucard       | PCF            | 17 322       | 30,55        | 26 742      | 48,97       |  |
|                    | Charles Pot          | FGDS (SFIO)    | 6 292        | 11,1         |             |             |  |
|                    | André-Henri Touzet   | CD (PDM)       | 4 407        | 7,77         |             |             |  |
|                    | Guy Poilvé           | PSU            | 3 430        | 6,05         |             |             |  |
|                    | Yves de Mellis       | Modérés        | 2 104        | 3,71         |             |             |  |
|                    |                      |                |              |              |             |             |  |
| Inscrits           | Inscrits             | Inscrits       | 70 597       | 100,00       | 70 601      | 100,00      |  |
| Abstentions        | Abstentions          | Abstentions    | 12 830       | 18,17        | 13 857      | 19,63       |  |
| Votants            | Votants              | Votants        | 57 767       | 81,83        | 56 744      | 80,37       |  |
| Blancs et nuls     | Blancs et nuls       | Blancs et nuls | 1 058        | 1,83         | 2 136       | 3,76        |  |
| Exprimés           | Exprimés             | Exprimés       | 56 709       | 98,17        | 54 608      | 96,24       |  |
| Source : Data.gouv |                      |                |              |              |             |             |  |

Le suppléant d'Alain Griotteray était Georges Gaumé, conseiller général, maire adjoint de Maisons-Alfort.

### Élections de 1968
| Candidat           | Candidat                       | Parti          | Premier tour | Premier tour | Second tour | Second tour |  |
| Candidat           | Candidat                       | Parti          | Voix         | %            | Voix        | %           |  |
| ------------------ | ------------------------------ | -------------- | ------------ | ------------ | ----------- | ----------- |  |
|                    | Alain Griotteray sortant réélu | RI (URP)       | 26 520       | 49,41        | 29 082      | 59,29       |  |
|                    | Jacques Denis                  | PCF            | 13 656       | 25,44        | 19 972      | 40,71       |  |
|                    | Dieudonné Duriez               | FGDS (Radical) | 5 194        | 9,68         |             |             |  |
|                    | Yves de Mellis                 | Modérés        | 3 948        | 7,36         |             |             |  |
|                    | René Modéré                    | PSU            | 3 409        | 6,35         |             |             |  |
|                    | Félix Chevreau                 | TD             | 943          | 1,76         |             |             |  |
|                    |                                |                |              |              |             |             |  |
| Inscrits           | Inscrits                       | Inscrits       | 68 085       | 100,00       | 68 289      | 100,00      |  |
| Abstentions        | Abstentions                    | Abstentions    | 13 810       | 20,28        | 17 485      | 25,6        |  |
| Votants            | Votants                        | Votants        | 54 275       | 79,72        | 50 804      | 74,4        |  |
| Blancs et nuls     | Blancs et nuls                 | Blancs et nuls | 605          | 1,11         | 1 750       | 3,44        |  |
| Exprimés           | Exprimés                       | Exprimés       | 53 670       | 98,89        | 49 054      | 96,56       |  |
| Source : Data.gouv |                                |                |              |              |             |             |  |

Le suppléant d'Alain Griotteray était Christian Cambon, chef d'entreprise, conseiller régional, Premier adjoint au maire de Saint-Maurice.

### Élections de 1973
| Candidat           | Candidat                 | Parti               | Premier tour | Premier tour | Second tour | Second tour |  |
| Candidat           | Candidat                 | Parti               | Voix         | %            | Voix        | %           |  |
| ------------------ | ------------------------ | ------------------- | ------------ | ------------ | ----------- | ----------- |  |
|                    | Alain Griotteray sortant | RI (URP)            | 22 925       | 39,83        | 28 867      | 49,76       |  |
|                    | Joseph Franceschi élu    | PS (UGSD)           | 13 100       | 22,76        | 29 147      | 50,24       |  |
|                    | Jacques Denis            | PCF                 | 12 729       | 22,12        | Retrait     | Retrait     |  |
|                    | Yves de Mellis           | MR                  | 4 306        | 7,48         |             |             |  |
|                    | Maurice Thomas           | PSU                 | 2 291        | 3,98         |             |             |  |
|                    | Richard Vasseur          | LO                  | 1 100        | 1,91         |             |             |  |
|                    | Roger Coursier           | Divers droite (UJP) | 1 084        | 1,88         |             |             |  |
|                    | A. Benzaid               | FP                  | 17           | 0,03         |             |             |  |
|                    |                          |                     |              |              |             |             |  |
| Inscrits           | Inscrits                 | Inscrits            | 70 030       | 100,00       | 70 028      | 100,00      |  |
| Abstentions        | Abstentions              | Abstentions         | 11 679       | 16,68        | 10 772      | 15,38       |  |
| Votants            | Votants                  | Votants             | 58 351       | 83,32        | 59 256      | 84,62       |  |
| Blancs et nuls     | Blancs et nuls           | Blancs et nuls      | 799          | 1,37         | 1 242       | 2,1         |  |
| Exprimés           | Exprimés                 | Exprimés            | 57 552       | 98,63        | 58 014      | 97,9        |  |
| Source : Data.gouv |                          |                     |              |              |             |             |  |

La suppléante de Joseph Franceschi était Claude Muller, comptable, de Maisons-Alfort.

### Élections de 1978
| Candidat       | Candidat                        | Parti          | Premier tour | Premier tour | Second tour | Second tour |  |
| Candidat       | Candidat                        | Parti          | Voix         | %            | Voix        | %           |  |
| -------------- | ------------------------------- | -------------- | ------------ | ------------ | ----------- | ----------- |  |
|                | René Nectoux                    | UDF (PR)       | 18 100       | 28,89        | 30 027      | 47,60       |  |
|                | Joseph Franceschi sortant réélu | PS (MRG)       | 17 597       | 28,08        | 33 057      | 52,40       |  |
|                | Jacques Denis                   | PCF            | 12 424       | 19,83        | Retrait     | Retrait     |  |
|                | Michel Lambert                  | RPR            | 8 337        | 13,30        |             |             |  |
|                | Georges Bord                    | Écologie 78    | 2 869        | 4,58         |             |             |  |
|                | Maurice Thomas                  | PSU (FA)       | 1 310        | 2,09         |             |             |  |
|                | Richard Vasseur                 | LO             | 783          | 1,25         |             |             |  |
|                | Abel Dingreville                | MDD            | 486          | 0,77         |             |             |  |
|                | Philippe Aubin                  | FN             | 334          | 0,53         |             |             |  |
|                | André Lavertu                   | FRP            | 303          | 0,48         |             |             |  |
|                | Patrice Rollet                  | UOPDP          | 113          | 0,18         |             |             |  |
|                |                                 |                |              |              |             |             |  |
| Inscrits       | Inscrits                        | Inscrits       | 78 522       | 100,00       | 78 590      | 100,00      |  |
| Abstentions    | Abstentions                     | Abstentions    | 15 037       | 19,15        | 14 170      | 18,03       |  |
| Votants        | Votants                         | Votants        | 63 485       | 80,85        | 64 420      | 81,97       |  |
| Blancs et nuls | Blancs et nuls                  | Blancs et nuls | 829          | 1,31         | 1 336       | 2,07        |  |
| Exprimés       | Exprimés                        | Exprimés       | 62 656       | 98,69        | 63 084      | 97,93       |  |

La suppléante de Joseph Franceschi était Claude Muller.

### Élections de 1981
| Candidat       | Candidat                        | Parti             | Premier tour | Premier tour | Second tour | Second tour |  |
| Candidat       | Candidat                        | Parti             | Voix         | %            | Voix        | %           |  |
| -------------- | ------------------------------- | ----------------- | ------------ | ------------ | ----------- | ----------- |  |
|                | Joseph Franceschi sortant réélu | PS                | 21 833       | 42,28        | 30 320      | 56,76       |  |
|                | Alain Griotteray                | UDF (PR) (UNM)    | 20 104       | 38,93        | 23 097      | 43,24       |  |
|                | Jacques Denis                   | PCF               | 6 183        | 11,97        |             |             |  |
|                | Max Buron                       | Divers écologiste | 2 139        | 4,14         |             |             |  |
|                | Jean-Marie Collin               | FN                | 738          | 1,43         |             |             |  |
|                | Christian Lecat                 | LO                | 639          | 1,24         |             |             |  |
|                |                                 |                   |              |              |             |             |  |
| Inscrits       | Inscrits                        | Inscrits          | 75 572       | 100,00       | 75 572      | 100,00      |  |
| Abstentions    | Abstentions                     | Abstentions       | 23 394       | 30,96        | 21 042      | 27,84       |  |
| Votants        | Votants                         | Votants           | 52 178       | 69,04        | 54 530      | 72,16       |  |
| Blancs et nuls | Blancs et nuls                  | Blancs et nuls    | 542          | 1,04         | 1 113       | 2,04        |  |
| Exprimés       | Exprimés                        | Exprimés          | 51 636       | 98,96        | 53 417      | 97,96       |  |

Le suppléant de Joseph Franceschi était René Rouquet. René Rouquet remplaça Joseph Franceschi, nommé membre du gouvernement, du 25 juillet 1981 au 1er avril 1986.

### Élections de 1988
| Candidat       | Candidat                         | Parti           | Premier tour | Premier tour | Second tour | Second tour |  |
| Candidat       | Candidat                         | Parti           | Voix         | %            | Voix        | %           |  |
| -------------- | -------------------------------- | --------------- | ------------ | ------------ | ----------- | ----------- |  |
|                | Jean-Jacques Jégou sortant réélu | UDF (CDS) (URC) | 14 391       | 39,06        | 20 969      | 52,45       |  |
|                | Serge Delaporte                  | PS              | 12 745       | 34,59        | 19 007      | 47,55       |  |
|                | Jean-Pierre Schénardi            | FN              | 5 378        | 14,6         |             |             |  |
|                | Jean-Jacques Hédouin             | PCF             | 3 425        | 9,3          |             |             |  |
|                | Josette Sauvage                  | Extrême gauche  | 905          | 2,46         |             |             |  |
|                |                                  |                 |              |              |             |             |  |
| Inscrits       | Inscrits                         | Inscrits        | 57 761       | 100,00       | 57 757      | 100,00      |  |
| Abstentions    | Abstentions                      | Abstentions     | 20 319       | 35,18        | 16 837      | 29,15       |  |
| Votants        | Votants                          | Votants         | 37 442       | 64,82        | 40 920      | 70,85       |  |
| Blancs et nuls | Blancs et nuls                   | Blancs et nuls  | 598          | 1,6          | 944         | 2,31        |  |
| Exprimés       | Exprimés                         | Exprimés        | 36 844       | 98,4         | 39 976      | 97,69       |  |

Le suppléant de Jean-Jacques Jégou était Dominique Soubrane, médecin cancérologue, maire adjoint de Chennevières-sur-Marne.

### Élections de 1993
| Candidat       | Candidat                         | Parti             | Premier tour | Premier tour | Second tour | Second tour |  |
| Candidat       | Candidat                         | Parti             | Voix         | %            | Voix        | %           |  |
| -------------- | -------------------------------- | ----------------- | ------------ | ------------ | ----------- | ----------- |  |
|                | Jean-Jacques Jégou sortant réélu | UDF (CDS)         | 8 314        | 20,14        | 22 144      | 67,08       |  |
|                | Jean-Pierre Schénardi            | FN                | 6 022        | 14,59        | 10 867      | 32,92       |  |
|                | Roger Fontanille                 | Divers droite     | 5 730        | 13,88        |             |             |  |
|                | Serge Delaporte                  | PS (ADFP)         | 5 606        | 13,58        |             |             |  |
|                | Olivier Lefèvre d'Ormesson       | CNIP              | 5 360        | 12,98        |             |             |  |
|                | Gilles Desseigne                 | GÉ (EÉ)           | 4 118        | 9,98         |             |             |  |
|                | Jean-Jacques Hédouin             | PCF               | 3 156        | 7,65         |             |             |  |
|                | Laurence Cornet                  | LT-LNÉ            | 1 187        | 2,88         |             |             |  |
|                | Léo Dayan                        | Divers écologiste | 1 083        | 2,62         |             |             |  |
|                | Daniel Pantobe                   | MR                | 365          | 0,88         |             |             |  |
|                | Hélène Adam                      | LCR               | 340          | 0,82         |             |             |  |
|                |                                  |                   |              |              |             |             |  |
| Inscrits       | Inscrits                         | Inscrits          | 61 240       | 100,00       | 61 240      | 100,00      |  |
| Abstentions    | Abstentions                      | Abstentions       | 18 236       | 29,78        | 21 538      | 35,17       |  |
| Votants        | Votants                          | Votants           | 43 004       | 70,22        | 39 702      | 64,83       |  |
| Blancs et nuls | Blancs et nuls                   | Blancs et nuls    | 1 723        | 4,01         | 6 691       | 16,85       |  |
| Exprimés       | Exprimés                         | Exprimés          | 41 281       | 95,99        | 33 011      | 83,15       |  |

Le suppléant de Jean-Jacques Jégou était Émile-Claude Rodriguez, principal de collège, conseiller municipal d'Ormesson-sur-Marne.

### Élections de 1997
| Candidat       | Candidat                         | Parti          | Premier tour | Premier tour | Second tour | Second tour |  |
| Candidat       | Candidat                         | Parti          | Voix         | %            | Voix        | %           |  |
| -------------- | -------------------------------- | -------------- | ------------ | ------------ | ----------- | ----------- |  |
|                | Jean-Jacques Jégou sortant réélu | UDF (FD)       | 11 575       | 28,62        | 22 644      | 53,8        |  |
|                | Michèle Ville                    | PS             | 9 795        | 24,22        | 19 447      | 46,2        |  |
|                | Lydia Schénardi                  | FN             | 6 415        | 15,86        |             |             |  |
|                | Olivier d'Ormesson               | LDI (CNIP)     | 3 797        | 9,39         |             |             |  |
|                | Jean-Jacques Hedouin             | PCF            | 2 872        | 7,1          |             |             |  |
|                | Gilles Desseigne                 | Les Verts      | 1 585        | 3,92         |             |             |  |
|                | Georges Spido                    | GÉ             | 1 560        | 3,86         |             |             |  |
|                | Daniel Demarque                  | LO             | 1 099        | 2,72         |             |             |  |
|                | Eliane Simon                     | MÉI            | 699          | 1,73         |             |             |  |
|                | Xavier Rousseau                  | US4J           | 527          | 1,3          |             |             |  |
|                | Serge Abadia                     | IR             | 260          | 0,64         |             |             |  |
|                | Fernando Servo Batista           | LCR            | 232          | 0,57         |             |             |  |
|                | Robert Wagner                    | Divers droite  | 23           | 0,06         |             |             |  |
|                | Myriam Glorieux                  | Divers         | 0            | 0            |             |             |  |
|                |                                  |                |              |              |             |             |  |
| Inscrits       | Inscrits                         | Inscrits       | 61 689       | 100,00       | 61 689      | 100,00      |  |
| Abstentions    | Abstentions                      | Abstentions    | 19 714       | 31,96        | 17 242      | 27,95       |  |
| Votants        | Votants                          | Votants        | 41 975       | 68,04        | 44 447      | 72,05       |  |
| Blancs et nuls | Blancs et nuls                   | Blancs et nuls | 1 536        | 3,66         | 2 356       | 5,3         |  |
| Exprimés       | Exprimés                         | Exprimés       | 40 439       | 96,34        | 42 091      | 94,7        |  |

La suppléante de Jean-Jacques Jégou était Danielle de Valence, première adjointe au maire de Sucy-en-Brie, conseillère générale du canton de Sucy-en-Brie.

### Élections de 2002
| Candidat       | Candidat                     | Parti            | Premier tour | Premier tour | Second tour | Second tour |  |
| Candidat       | Candidat                     | Parti            | Voix         | %            | Voix        | %           |  |
| -------------- | ---------------------------- | ---------------- | ------------ | ------------ | ----------- | ----------- |  |
|                | Jacques-Alain Bénisti élu    | UMP              | 12 497       | 29,38        | 22 255      | 59,07       |  |
|                | Michele Ville                | PS               | 10 436       | 24,54        | 15 421      | 40,93       |  |
|                | Jean-Jacques Jégou sortant   | UDF              | 9 678        | 22,75        |             |             |  |
|                | Patrick Mennessier-L'Hénoret | FN               | 4 253        | 10           |             |             |  |
|                | Mauricette Velain            | PCF              | 1 375        | 3,23         |             |             |  |
|                | Josette Sauvage              | Les Verts        | 1 318        | 3,1          |             |             |  |
|                | Georges Spido                | Pôle républicain | 1 092        | 2,57         |             |             |  |
|                | Jacqueline Guillotin         | LCR              | 428          | 1,01         |             |             |  |
|                | Marie-José Deloire           | MÉI              | 372          | 0,87         |             |             |  |
|                | Rolland Favre                | MNR              | 307          | 0,72         |             |             |  |
|                | Thérèse Nouaille-Degorce     | LO               | 266          | 0,63         |             |             |  |
|                | Daniel Bocquet               | MPF              | 221          | 0,52         |             |             |  |
|                | Claude Cappelletti           | GÉ               | 113          | 0,27         |             |             |  |
|                | Marie-Odile Dalledonne       | CPNT             | 103          | 0,24         |             |             |  |
|                | Alain Vriotte                | CNIP             | 74           | 0,17         |             |             |  |
|                |                              |                  |              |              |             |             |  |
| Inscrits       | Inscrits                     | Inscrits         | 64 213       | 100,00       | 64 214      | 100,00      |  |
| Abstentions    | Abstentions                  | Abstentions      | 21 129       | 32,9         | 25 055      | 39,02       |  |
| Votants        | Votants                      | Votants          | 43 084       | 67,1         | 39 159      | 60,98       |  |
| Blancs et nuls | Blancs et nuls               | Blancs et nuls   | 551          | 1,28         | 1 483       | 3,79        |  |
| Exprimés       | Exprimés                     | Exprimés         | 42 533       | 98,72        | 37 676      | 96,21       |  |

La suppléante de Jacques-Alain Bénisti était Marie-Carole Ciuntu, conseillère générale, première adjointe au maire de Sucy-en-Brie, avocate.

### Élections de 2007
| Candidat       | Candidat                            | Parti          | Premier tour | Premier tour | Second tour | Second tour |  |
| Candidat       | Candidat                            | Parti          | Voix         | %            | Voix        | %           |  |
| -------------- | ----------------------------------- | -------------- | ------------ | ------------ | ----------- | ----------- |  |
|                | Jacques-Alain Bénisti sortant réélu | UMP            | 15 910       | 37,93        | 21 219      | 56,61       |  |
|                | Simone Abraham-Thisse               | PS             | 9 617        | 22,92        | 16 266      | 43,39       |  |
|                | Marie-Carole Ciuntu                 | Divers droite  | 8 897        | 21,21        | Retrait     | Retrait     |  |
|                | Gérard Sauzet                       | Les Verts      | 1 829        | 4,36         |             |             |  |
|                | Mauricette Velain                   | PCF            | 1 564        | 3,73         |             |             |  |
|                | Philippe Oribes                     | FN             | 1 533        | 3,65         |             |             |  |
|                | Florence Marquet                    | LCR            | 1 109        | 2,64         |             |             |  |
|                | Marie-Line Rousselet                | Divers         | 545          | 1,3          |             |             |  |
|                | Christian Daniault                  | MPF            | 497          | 1,18         |             |             |  |
|                | Laurence Boulinier                  | LO             | 257          | 0,61         |             |             |  |
|                | Roland Favre                        | MNR            | 192          | 0,46         |             |             |  |
|                | Lydie Ugolin                        | Divers         | 0            | 0            |             |             |  |
|                |                                     |                |              |              |             |             |  |
| Inscrits       | Inscrits                            | Inscrits       | 70 264       | 100,00       | 70 262      | 100,00      |  |
| Abstentions    | Abstentions                         | Abstentions    | 27 643       | 39,34        | 31 345      | 44,61       |  |
| Votants        | Votants                             | Votants        | 42 621       | 60,66        | 38 917      | 55,39       |  |
| Blancs et nuls | Blancs et nuls                      | Blancs et nuls | 671          | 1,57         | 1 432       | 3,68        |  |
| Exprimés       | Exprimés                            | Exprimés       | 41 950       | 98,43        | 37 485      | 96,32       |  |

### Élections de 2012
| Candidat       | Candidat                            | Parti          | Premier tour | Premier tour | Second tour | Second tour |  |
| Candidat       | Candidat                            | Parti          | Voix         | %            | Voix        | %           |  |
| -------------- | ----------------------------------- | -------------- | ------------ | ------------ | ----------- | ----------- |  |
|                | Simonne Abraham-Thisse              | PS             | 14 138       | 34,95        | 19 596      | 49,91       |  |
|                | Jacques-Alain Bénisti sortant réélu | UMP            | 14 014       | 34,65        | 19 670      | 50,09       |  |
|                | Philippe Oribes                     | FN             | 5 218        | 12,90        |             |             |  |
|                | Irène Baslé-Midy                    | FG (PCF)       | 2 612        | 6,46         |             |             |  |
|                | Fernand Ferrer                      | MoDem          | 1 208        | 2,99         |             |             |  |
|                | Patrick Meslé                       | EÉLV           | 1 032        | 2,55         |             |             |  |
|                | Georges Spido                       | Divers droite  | 851          | 2,10         |             |             |  |
|                | Gilbert Chevalier                   | DLR            | 474          | 1,17         |             |             |  |
|                | Michèle Ansay                       | AÉI            | 409          | 1,01         |             |             |  |
|                | Roland Favre                        | MNR            | 315          | 0,78         |             |             |  |
|                | Christine Mazurier                  | LO             | 176          | 0,44         |             |             |  |
|                |                                     |                |              |              |             |             |  |
| Inscrits       | Inscrits                            | Inscrits       | 71 850       | 100,00       | 71 848      | 100,00      |  |
| Abstentions    | Abstentions                         | Abstentions    | 30 917       | 43,03        | 31 473      | 43,8        |  |
| Votants        | Votants                             | Votants        | 40 933       | 56,97        | 40 375      | 56,2        |  |
| Blancs et nuls | Blancs et nuls                      | Blancs et nuls | 486          | 1,19         | 1 109       | 2,75        |  |
| Exprimés       | Exprimés                            | Exprimés       | 40 447       | 98,81        | 39 266      | 97,25       |  |

### Élections de 2017
|                                                                               |                                                                             |                           |                           |                          |                          |
|                                                                               |                                                                             | Premier tour 11 juin 2017 | Premier tour 11 juin 2017 | Second tour 18 juin 2017 | Second tour 18 juin 2017 |
|                                                                               |                                                                             |                           |                           |                          |                          |
|                                                                               |                                                                             | Nombre                    | % des inscrits            | Nombre                   | % des inscrits           |
| Inscrits                                                                      | Inscrits                                                                    | 72 728                    | 100,00                    | 72 739                   | 100,00                   |
| Abstentions                                                                   | Abstentions                                                                 | 36 988                    | 50,86                     | 42 627                   | 58,60                    |
| Votants                                                                       | Votants                                                                     | 35 740                    | 49,14                     | 30 112                   | 41,40                    |
|                                                                               |                                                                             |                           | % des votants             |                          | % des votants            |
| Bulletins blancs                                                              | Bulletins blancs                                                            | 388                       | 1,09                      | 2 058                    | 6,83                     |
| Bulletins nuls                                                                | Bulletins nuls                                                              | 159                       | 0,44                      | 742                      | 2,46                     |
| Suffrages exprimés                                                            | Suffrages exprimés                                                          | 35 193                    | 98,47                     | 27 312                   | 90,70                    |
|                                                                               |                                                                             |                           |                           |                          |                          |
| Candidat Étiquette politique (partis et alliances)                            | Candidat Étiquette politique (partis et alliances)                          | Voix                      | % des exprimés            | Voix                     | % des exprimés           |
|                                                                               |                                                                             |                           |                           |                          |                          |
|                                                                               | Maud Petit Mouvement démocrate (La République en marche)                    | 14 208                    | 40,37                     | 14 625                   | 53,55                    |
|                                                                               | Marie-Carole Ciuntu Les Républicains (Union des démocrates et indépendants) | 7 866                     | 22,35                     | 12 687                   | 46,45                    |
|                                                                               | Mirabelle Lemaire La France insoumise                                       | 4 215                     | 11,98                     |                          |                          |
|                                                                               | Jérôme Auvray Front national                                                | 3 419                     | 9,72                      |                          |                          |
|                                                                               | Zakaria Zaidane Parti socialiste                                            | 1 471                     | 4,18                      |                          |                          |
|                                                                               | Samuel Szymanski Europe Écologie Les Verts                                  | 1 150                     | 3,27                      |                          |                          |
|                                                                               | Corinne Charles Parti communiste français                                   | 836                       | 2,38                      |                          |                          |
|                                                                               | Nadejda Babou Debout la France                                              | 550                       | 1,56                      |                          |                          |
|                                                                               | Isabelle Yvos Parti animaliste                                              | 530                       | 1,51                      |                          |                          |
|                                                                               | Laurent Fleifel Union populaire républicaine                                | 331                       | 0,94                      |                          |                          |
|                                                                               | Christine Bézault Alliance écologiste indépendante                          | 308                       | 0,88                      |                          |                          |
|                                                                               | Brigitte Moulin Lutte ouvrière                                              | 179                       | 0,51                      |                          |                          |
|                                                                               | Morgane Guerreau Allons enfants !                                           | 130                       | 0,37                      |                          |                          |
|                                                                               | Hélène Bras Régions et peuples solidaires                                   | 0                         | 0,00                      |                          |                          |
| Source : Ministère de l'Intérieur - Quatrième circonscription du Val-de-Marne |                                                                             |                           |                           |                          |                          |

### Élections de 2022
|                                                    |                                                                                      |                           |                           |                          |                          |
|                                                    |                                                                                      | Premier tour 12 juin 2022 | Premier tour 12 juin 2022 | Second tour 19 juin 2022 | Second tour 19 juin 2022 |
|                                                    |                                                                                      |                           |                           |                          |                          |
|                                                    |                                                                                      | Nombre                    | % des inscrits            | Nombre                   | % des inscrits           |
| Inscrits                                           | Inscrits                                                                             | 74 044                    | 100                       | 74 068                   | 100                      |
| Abstentions                                        | Abstentions                                                                          | 38 823                    | 52,43                     | 39 571                   | 53,43                    |
| Votants                                            | Votants                                                                              | 35 221                    | 47,57                     | 34 497                   | 46,57                    |
|                                                    |                                                                                      |                           | % des votants             |                          | % des votants            |
| Bulletins blancs                                   | Bulletins blancs                                                                     | 479                       | 1,36                      | 1648                     | 4,78                     |
| Bulletins nuls                                     | Bulletins nuls                                                                       | 215                       | 0,61                      | 607                      | 1,76                     |
| Suffrages exprimés                                 | Suffrages exprimés                                                                   | 34 527                    | 98,03                     | 32 242                   | 93,46                    |
|                                                    |                                                                                      |                           |                           |                          |                          |
| Candidat Étiquette politique (partis et alliances) | Candidat Étiquette politique (partis et alliances)                                   | Voix                      | % des exprimés            | Voix                     | % des exprimés           |
|                                                    |                                                                                      |                           |                           |                          |                          |
|                                                    | Mirabelle Lemaire Nouvelle Union populaire écologique et sociale La France insoumise | 10 238                    | 29,65                     | 14 192                   | 44,02                    |
|                                                    | Maud Petit* Ensemble                                                                 | 10 085                    | 29,21                     | 18 050                   | 55,98                    |
|                                                    | Marie-Carole Ciuntu Les Républicains                                                 | 5 760                     | 16,68                     |                          |                          |
|                                                    | Alain Philippet Rassemblement national                                               | 4 679                     | 13,55                     |                          |                          |
|                                                    | Véronique Merlin Reconquête                                                          | 1 820                     | 5,27                      |                          |                          |
|                                                    | Isabelle Yvos Parti animaliste                                                       | 748                       | 2,17                      |                          |                          |
|                                                    | Gérard Scotto Les Patriotes                                                          | 543                       | 1,57                      |                          |                          |
|                                                    | Brigitte Moulin Lutte ouvrière                                                       | 399                       | 1,16                      |                          |                          |
|                                                    | Marie-Odile Perru Alliance centriste                                                 | 249                       | 0,72                      |                          |                          |
|                                                    | Denis Vincent Parti communiste français diss.                                        | 249                       | 0,02                      |                          |                          |
| *Députée sortante                                  |                                                                                      |                           |                           |                          |                          |

### Élections législatives de 2024
| Candidat                 | Candidat                 | Parti et coalition       | Nuance                   | Premier tour | Premier tour | Second tour | Second tour |
| Candidat                 | Candidat                 | Parti et coalition       | Nuance                   | Voix         | %            | Voix        | %           |
| ------------------------ | ------------------------ | ------------------------ | ------------------------ | ------------ | ------------ | ----------- | ----------- |
|                          | Adel Amara               | LFI (NFP)                | UG                       | 16 505       | 33,02        | 18 140      | 36,00       |
|                          | Maud Petit               | MoDem (ENS)              | ENS                      | 15 287       | 30,58        | 18 454      | 36,63       |
|                          | Alain Philippet          | RN                       | RN                       | 13 474       | 26,95        | 13 789      | 27,37       |
|                          | Bernard Chaussegros      | AC - TEM (LC)            | DVD                      | 1 292        | 2,58         |             |             |
|                          | Marie-Odile Perru        | LC (UDC)                 | DVC                      | 820          | 1,64         |             |             |
|                          | Soraya Benslimane        | DLF                      | DSV                      | 624          | 1,25         |             |             |
|                          | Michaël Bohbot           | REC                      | REC                      | 594          | 1,19         |             |             |
|                          | Brigitte Moulin          | LO                       | EXG                      | 557          | 1,11         |             |             |
|                          | Maxence Sobral           | Utiles                   | DVD                      | 543          | 1,09         |             |             |
|                          | Jean Dambreville         | Équinoxe                 | DVG                      | 293          | 0,59         |             |             |
|                          |                          |                          |                          |              |              |             |             |
| Votes valides            | Votes valides            | Votes valides            | Votes valides            | 49 989       | 97,61        | 50 383      | 97,99       |
| Votes blancs             | Votes blancs             | Votes blancs             | Votes blancs             | 898          | 1,75         | 760         | 1,48        |
| Votes nuls               | Votes nuls               | Votes nuls               | Votes nuls               | 325          | 0,63         | 272         | 0,53        |
| Total                    | Total                    | Total                    | Total                    | 51 212       | 100          | 51 415      | 100         |
| Abstention               | Abstention               | Abstention               | Abstention               | 23 671       | 31,61        | 23 495      | 31,36       |
| Inscrits / participation | Inscrits / participation | Inscrits / participation | Inscrits / participation | 74 883       | 68,39        | 74 910      | 68,64       |

#### Département du Val-de-Marne
- La fiche de l'INSEE de cette circonscription : « Tableaux et Analyses de la quatrième circonscription du Val-de-Marne », sur insee.fr, site de l'Institut national de la statistique et des études économiques (consulté le 10 juin 2007) [PDF]

- « Tous les députés du département du Val-de-Marne depuis 1789 » [archive du 30 septembre 2007], sur assemblee-nationale.fr, site de l'Assemblée nationale française (consulté le 10 juin 2007)

- « Informations contentieuses sur le département du Val-de-Marne (Élections législatives de 2002) »(Archive.org • Wikiwix • Archive.is • Google • Que faire ?), sur conseil-constitutionnel.fr, site du Conseil constitutionnel (consulté le 13 juin 2007)

#### Circonscriptions en France
- « Carte des circonscriptions législatives en France », sur assemblee-nationale.fr, site de l'Assemblée nationale française (consulté le 10 juin 2007)

- « Résultats électoraux officiels en France »(Archive.org • Wikiwix • Archive.is • Google • Que faire ?), sur interieur.gouv.fr, site du ministère de l'Intérieur (France) (consulté le 13 juin 2007)

- Description et Atlas des circonscriptions électorales de France sur http://www.atlaspol.com, Atlaspol, site de cartographie géopolitique, consulté le 13 juin 2007.